# Auxey-Duresses
Auxey-Duresses är en kommun i departementet Côte-d'Or i regionen Bourgogne-Franche-Comté i östra Frankrike. Kommunen ligger i kantonen Beaune-Nord som tillhör arrondissementet Beaune. År 2022 hade Auxey-Duresses 297 invånare.

## Befolkningsutveckling
Antalet invånare i kommunen Auxey-Duresses
Referens:INSEE